# Aleksandr Valterovich Litvinenko
Aleksandr Valterovich Litvinenko (tiếng Nga: Александр Вальтерович Литвиненко; 30 tháng 8 năm 1962 - 23 tháng 11 năm 2006) là một cựu đại tá của cơ quan KGB và nguyên trung tá của FSB chuyên về các tội ác có tổ chức.
Tháng 11 năm 1998, Litvinenko và một số sĩ quan FSB khác công khai cáo buộc cấp trên ra lệnh ám sát nhà tài phiệt Nga và nguyên phó bí thư hội đồng an ninh Nga Boris Berezovsky. Litvinenko đã bị bắt buộc tội đã vượt quá thẩm quyền vị trí của mình. Ông đã được tuyên bố trắng án trong tháng 11 năm 1999 nhưng lại bị bắt một lần nữa trước khi những buộc tội lại bị hủy bỏ vào năm 2000. Ông chạy trốn cùng gia đình đến London và đã được cấp tị nạn ở Anh, nơi ông làm việc như một nhà báo, nhà văn và nhà tư vấn cho các dịch vụ tình báo Anh.
Ngày 01 Tháng 11 2006, Litvinenko đột nhiên ngã bệnh và phải nhập viện. Có triệu chứng như là ngộ độc chất phóng xạ polonium-210 đã dẫn đến cái chết của ông vào ngày 23 tháng Mười Một. Điều này là một vấn đề tranh cãi, tạo ra nhiều giả thuyết liên quan đến ngộ độc và cái chết của ông. Sau cuộc điều tra, nước Anh tuyên bố Andrey Lugovoy, nhân viên Tổng cục An ninh Liên Bang Nga (FSB), là nghi phạm chính. Vương quốc Anh đã yêu cầu dẫn độ Lugovoy, nhưng Nga từ chối, dẫn đến việc làm đóng băng các mối quan hệ giữa Nga và Anh.

## Cuộc đời
Alexander Litvinenko được sinh ra tại thành phố Voronezh, Nga, vào năm 1962. Sau khi tốt nghiệp trường trung học Nalchik vào năm 1980, ông đã được tuyển vào Bộ Nội vụ. Sau một năm làm việc, ông trúng tuyển vào các trường chỉ huy cao hơn, Kirov ở Vladikavkaz. Năm 1981, Litvinenko kết hôn Nataliya, một kế toán, hai người đã có một con trai, Alexander, và một con gái, Sonia. Cuộc hôn nhân này đã kết thúc trong ly hôn vào năm 1994. Và trong năm đó ông đã kết hôn Marina Litvinenko, làm việc trong một phòng khiêu vũ và hướng dẫn viên thể dục, hai người đã có một con trai, Anatoly. Sau khi tốt nghiệp vào năm 1985, Litvinenko đã trở thành một trung đội chỉ huy của Sư đoàn Dzerzhinsky của Bộ Nội vụ Liên Xô. Ông đã được giao cho đại đội 4, nơi các nhiệm vụ là bảo vệ hàng hóa có giá trị trong khi quá cảnh. Năm 1986, ông trở thành một người cung cấp tin khi ông được tuyển dụng bởi KGB và năm 1988 ông đã chính thức được biên chế Trưởng Cục thứ ba của KGB. Cuối năm đó, sau khi theo học một năm tại trường phản gián quân sự Novosibirsk, ông đã trở thành một nhân viên hoạt động và phục vụ trong phản gián quân sự KGB cho đến năm 1991.

## Sự nghiệp tại Nga
Khi KGB được kế thừa bởi cơ quan an ninh của Liên bang Nga (FSB), Litvinenko được bổ nhiệm đứng đầu đội điều tra các hành vi tham nhũng trong nội bộ. Trong thời gian làm việc tại FSB, ông còn làm việc bán thời gian cho nhà toán học và là doanh nhân giàu có Boris Berezovsky. Vào năm 1997, Litvinenko bất ngờ nhận được lệnh từ FSB yêu cầu ám sát Berezovsky và những người thân cận của nhân vật này. Thay vì tuân thủ lệnh của FSB, Litvinenko gặp trực tiếp người lãnh đạo cao nhất của FSB, chính là Vladimir Putin, người sau này lên làm tổng thống Nga. Litvinenko đã tố cáo với Putin về tình trạng tham nhũng nghiêm trọng đang xảy ra trong nội bộ FSB. Nhưng, ông Putin đã làm ngơ tất cả các cáo buộc của Litvinenko.
Không hài lòng với cách hành xử của Vladimir Putin, Litvinenko tổ chức họp báo cùng với một vài người bịt mặt cùng tố cáo tham nhũng trong nội bộ FSB. Thêm vào đó, nhóm của Litvinenko đã công bố các lệnh ám sát bí mật của FSB. Hành động này của Litvinenko đã làm Putin nổi giận. Ngay sau cuộc họp báo, Litvinenko bị Putin đuổi việc và bị bắt ngay sau đó. Nhưng Litvinenko được thả sau khi ngồi tù 9 tháng tại Moscow.

## Tị nạn chính trị tại Anh
Trong tháng 10 năm 2000, vi phạm các lệnh không được rời khỏi Moscow, Litvinenko và gia đình đi du lịch đến Thổ Nhĩ Kỳ, thông qua Ukraine. Trong khi ở Thổ Nhĩ Kỳ, Litvinenko xin tị nạn tại Đại sứ quán Hoa Kỳ ở Ankara, nhưng đã bị từ chối. Henry Plater-Zyberk phát biểu rằng sự từ chối có thể được dựa trên ý kiến của Mỹ là Litvinenko ít lợi ích và có thể tạo ra vấn đề. Với sự giúp đỡ của Alexander Goldfarb, Litvinenko đã mua vé máy bay đến London, và xin tị nạn chính trị tại sân bay Heathrow trong trạm trung chuyển trên ngày 01 tháng 11 năm 2000. Quyết định tị nạn chính trị đã được trao ngày 14 Tháng 5 năm 2001, không phải vì kiến thức tình báo của Litvinenko mà là vì lý do nhân đạo. Trong khi ở London, ông trở thành một nhà báo viết về Chechnya và một số vấn đề gây tranh cãi. Ông cũng tham gia cùng Berezovsky trong chiến dịch chống lại chính quyền của ông Putin. Trong tháng 10 năm 2006, ông trở thành một công dân Anh với nơi cư trú ở Whitehaven.

### Hợp tác với MI6
Ngày 27 Tháng Mười năm 2007, Daily Mail dẫn lời "các nguồn tin ngoại giao và tình báo", tuyên bố rằng ông Litvinenko đã được trả khoảng £ 2,000 mỗi tháng của MI6. John Scarlett, người đứng đầu MI6, đã bị cáo buộc liên quan đến việc tuyển dụng ông. The Independent nói rằng việc hợp tác của Litvinenko với MI6 có thể sẽ không bao giờ được xác nhận, vì MI6 thường có các khoản thanh toán không thường xuyên với chính khách lưu vong để đổi lấy thông tin.
Vợ của Litvinenko, Marina Litvinenko, đã thừa nhận rằng chồng cô đã hợp tác với MI6 và MI5 của Anh, làm việc như một nhà tư vấn và giúp đỡ các cơ quan chống tội phạm có tổ chức của Nga ở châu Âu.
Vào tháng 2 năm 2012, cha của Litvinenko, Valter, xin lỗi vì những gì ông gọi là "chiến dịch vu khống" của mình chống lại chính phủ Nga. Trước những lời thú nhận của Marina Litvinenko, ông đã công khai đổ lỗi cho các dịch vụ an ninh Nga cho cái chết của con trai mình. Trong một cuộc phỏng vấn Valter Litvinenko nói rằng: nếu ông biết được tại thời điểm đó, con trai ông là một nhân viên tình báo Anh, ông sẽ không có những cáo buộc như vậy. 

### Các mối đe dọa chống lại Litvinenko
Mikhail Trepashkin, một cựu sĩ quan FSB nói rằng trong năm 2002, ông đã cảnh báo Litvinenko rằng một đơn vị đã được FSB giao nhiệm vụ ám sát ông. Mặc dù vậy, Litvinenko thường đi du lịch ở nước ngoài không có thỏa thuận an ninh, tự do vào các cộng đồng Nga ở Vương quốc Anh, thường xuyên tiếp các nhà báo tại nhà của ông. Vào tháng 1 năm 2007, tờ báo Ba Lan Dziennik tiết lộ rằng một bức ảnh của Litvinenko được sử dụng để làm bia tập bắn súng trong Trung tâm Đào tạo Vityaz, Balashikha. Các trung tâm này không liên kết với các chính phủ, chuyên bảo vệ các chuyến tàu, là người đòi nợ thuê, các lực lượng an ninh tư nhân.

## Cái chết
Ngày 1 tháng 11 năm 2006, ông đi ăn tối cùng hai người đồng nghiệp tình báo cũ. Sau buổi ăn tối định mệnh đó, Litvinenko bị tiêu chảy, ói mửa và thấy mệt trong người. Ông được đưa vào Bệnh viện Barnet ở phía Bắc London, nhưng bác sĩ ở đó không sao chẩn đoán được ông mắc bệnh gì. Vì tình trạng sức khỏe của Litvinenko càng ngày càng trở nên nghiêm trọng, nên bác sĩ quyết định chuyển ông đến UCH.
Khi nhập viện UCH, tình trạng của Litvinenko càng ngày càng tồi tệ hơn. Da ông trắng bệch, bác sĩ phải đặt ống thở. Các bộ phận trong cơ thể như gan, thận, phổi… trong người Litvinenko dần dần ngưng hoạt động. Hệ thống miễn dịch cũng suy sụp nhanh chóng với lượng bạch huyết cầu giảm nhanh. Các bác sĩ cố gắng lấy tủy xương để làm xét nghiệm, nhưng họ không cách gì lấy được một mẫu. Họ nghi ngờ rằng các tế bào phân chia đã bị đầu độc, nhưng lại không biết chất gì là thủ phạm.
Xét nghiệm Greiger cho ra kết quả âm tính phóng xạ gamma. Các bác sĩ và nhà khoa học tiếp tục tìm kiếm chất độc khác, nhưng danh sách các chất này rất dài nên không dễ gì phát hiện được. Trường hợp của Litvinenko là một trường hợp cực kỳ mới đối với y khoa Anh. Thế là họ quyết định lấy mẫu nước tiểu của bệnh nhân gửi cho Cục vũ khí nguyên tử (Atomic Weapons Establishments, AWE) để phân tích và phát hiện ra chất Polonium-210. Tuy rằng chất Polonium-210 rõ ràng có để lại dấu vết, song khó mà phát hiện được, lý do là vì loại chất này phát ra tia phóng xạ alpha hiếm, do đó các trang thiết bị thông thường của bệnh viện hay cảnh sát như thiết bị của hãng Geiger không phát hiện ra. Phải mất tới ba tuần sau vụ đầu độc, tức chỉ vài giờ trước khi Litvinenko chết, ông mới được xét nghiệm bị nhiễm tia phóng xạ alpha.,
Ông Litvinenko chết ngày 23 tháng 11 năm 2006 tại London. Nồng độ chất phóng xạ trong cơ thể ông quá cao đến nỗi ông chết sau 23 ngày kể từ ngày bị đầu độc. Liều gây chết trung bình (LD50) của Polonium-210 là khoảng 50 nanogram. Trong khi đó, người ta tìm thấy trong cơ thể của Litvinenko chứa nồng độ cao hơn gấp 200 lần, vào khoảng 10−5 gram.
Norberto Andrade là người đã đem trà cho cựu điệp viên của Nga, Alexander Litvinenko tại quán bar trong khách sạn (Millennium Hotel) ở London, nơi cựu điệp viên này bị đầu độc. Norberto Andrade cho rằng chất phóng xạ đã được phun vào trong cốc trà của cựu điệp viên. Cách đầu độc này, sau đó được khẳng định nhờ vào các bằng chứng từ cơ quan điều tra. Cơ quan này đã tìm thấy chất phóng xạ Polonium-210 trên bức tranh được treo ngay trên chỗ ngồi của Litvinenko. Ngoài ra chất phóng xạ còn được tìm thấy trên mặt bàn, trên ghế ngồi và trên sàn nhà. Khi dọn dẹp bàn, Andrade cũng phát hiện phần còn lại của tách trà của Litvinenko có màu lạ.

### Thủ phạm
Đây là vấn đề gây tranh cãi. Một cách không chính thức, cơ quan điều tra của Anh tuyên bố biết ai là thủ phạm. Nghi can trực tiếp được cho là hai cựu điệp viên KGB: Andrei Lugovoy và Dmitry Kovtun. Hai người này đã gặp Litvinenko tại Millennium Hotel ở London ngay trong ngày mà Litveniko bị đầu độc. Anh yêu cầu dẫn độ hai người này để điều tra nhưng Nga từ chối. Trước khi chết, Litvinenko cho rằng vụ đầu độc này liên quan đến Putin. Mặc dù vậy, các cáo buộc và nghi ngờ này đều bị chính phủ Nga bác bỏ.
Theo bản phúc trình ngày 21.1.2016 từ cuộc điều tra của tòa án hình sự London, bằng chứng chống lại Lugovoy và Kovtun đa phần đến từ các hồ sơ lưu trữ của cảnh sát, những tài liệu này đã xác minh "dấu vết chất Polonium" do hai người để lại xung quanh London. Ngoài ra, theo lời khai của một nhân chứng, Kovtun từng tuyên bố trước khi xảy ra sự việc rằng ông đang thực hiện sứ mệnh "thủ tiêu một kẻ phản bội" với "một thứ chất độc rất đắt tiền". Cuộc điều tra đã phát hiện ra rằng hai tay sát thủ đã ám sát hụt hai lần trước khi hoàn thành nhiệm vụ. Vào ngày 16/10, do lượng chất phóng xạ bị đổ gần hết lên khăn trải bàn nên Litvinenko chỉ hấp thụ một lượng nhỏ, và đến ngày 26/10, tất cả số chất phóng xạ Polonium-210 bị đổ ra sàn phòng tắm khách sạn của Lugovoy. Cuối cùng, vào ngày 1/11, hai người này đã thanh toán được Litvinenko với một liều thuốc độc chết người, khiến ông tử vong sau đó 22 ngày.
Andrei Lugovoy hiện là (2016) đại biểu quốc hội Nga. Tháng 3 2015, ông được tổng thống Vladimir Putin trao huy chương vì đã "phục vụ tổ quốc". Dmitry Kovtun hiện là một doanh nhân ở Moskva.

## Vụ án Litvinenko
Vào ngày 27 tháng 1 năm 2015, tòa án hình sự London đã bắt đầu điều tra chính thức về cái chết của Litvinenko. Cuộc điều tra này xảy ra do vợ góa ông, Marina Litvinenko, khởi kiện, mà đã được tòa phúc thẩm tháng 1 năm 2014 chấp thuận.

### Buộc tội
Trong cuộc hỏi cung đang xảy ra vào tháng 4 năm 2015, luật sư của nguyên cáo đưa ra những bằng chứng cho là Putin phải chịu trách nhiệm cho vụ này.

### Kết quả điều tra
Bản phúc trình ngày 21.1.2016 về cái chết của ông Litvinenko tại một khách sạn ở London năm 2006, có những điểm chính như sau:
- Cuộc ám sát có lẽ được chấp thuận bởi Vladimir Putin: ông Robert Owen, Thẩm phán cao cấp Anh viết, " Theo như tất cả những bằng chứng và phân tích mà tôi có được, tôi nhận thấy là chiến dịch của FSB để giết Litvinenko có lẽ được chấp thuận bởi ông Patrushev (giám đốc FSB) và cũng bởi tổng thống Putin."
- Ông ta bị đầu độc tại Pine Bar thuộc khách sạn Millennium Hotel ở London: Ông Litvinenko chết vì triệu chứng phóng xạ cấp tính vào ngày 23 tháng 11 năm 2006, 3 tuần sau khi uống trà chứa Polonium-210.
- Ông ta bị cố tình đầu độc bởi Andrei Lugovoy và Dmitry Kovtun: Cả hai đã cố đầu độc ông Litvinenko gần một tháng trước đó tại một văn phòng ở London của một công ty an ninh quốc tế, Erinys. Cả hai đã từng bị Anh đòi dẫn độ về để tra hỏi, nhưng Nga đã từ chối không chịu giao họ.
- Việc đầu độc có lẽ được chỉ thị bởi cơ quan FSB: Việc dùng Polonium-210 cho thấy có sự dính líu của nhà nước, bởi vì nó chỉ có thể tạo ra tại một nhà máy nguyên tử.
- Động cơ có lẽ là hoạt động của Litvinenko cho tình báo Anh và những chỉ trích tổng thống Putin và FSB cũng như những quan hệ của ông đối với những người bất đồng chính kiến Nga khác.

## Sách của Litvinenko
- Alexander Litvinenko, Yuri Felshtinsky, "Blowing Up Russia: The Secret Plot to Bring Back KGB Terror" Encounter Books, New York, 2007 ISBN 978-1-59403-201-1
- Yuri Felshtinsky, Alexander Litvinenko, and Geoffrey Andrews. Blowing up Russia:Terror from within Gibson Square Books, London, 2007, ISBN 978-1-903933-95-4
- Alexander Litvinenko: "Allegations – Selected Works by Alexander Litvinenko", translated from Russian and edited by Pavel Stroilov, introduction by Vladimir Bukovsky, Publisher: Aquilion (ngày 12 tháng 11 năm 2007), ISBN 978-1-904997-05-4
- A. Litvinenko and Alexander Goldfarb (author). Criminal gang from Lubyanka(tiếng Nga) GRANI, New York, 2002, ISBN 978-0-9723878-0-4
  - А. Литвиненко Лубянская преступная группировка (tiếng Nga) GRANI, New York, 2002, ISBN 0-9723878-0-3
- A documentary film, Assassination of Russia was made by French producers based on books by Litvinenko. He was a consultant for the movie.